# Semele venusta
Semele venusta är en musselart som först beskrevs av Reeve 1853.  Semele venusta ingår i släktet Semele och familjen Semelidae. Inga underarter finns listade i Catalogue of Life.